# 慧絲柏·蓮
慧絲柏·蓮（英語：Vesper Lynd），是伊恩·佛萊明的詹姆斯·龐德系列小說《皇家夜總會》中的虛構角色，龐德女郎。據聞伊恩·佛萊明是根據克里斯蒂娜·斯卡贝克的形象創造柏蓮這個角色。1967年在「『007外傳』皇家夜總會」中是由乌苏拉·安德丝飾演，在2006年的同名電影中則是由伊娃·格蓮飾演。

## 生平
在弗萊明的原作小說中，她是龐德的第一位紅粉知己。而她也是除了崔西·龐德（詹姆斯·龐德的妻子）、曼妮潘妮小姐及M夫人以外，唯一一個在多部龐德系列電影登場的女性角色。
慧絲柏·蓮其實是西柏林（West Berlin）的雙關語，而在小說中，她的個性正如同她的名字一樣，亦正亦邪。她出生在一個風雨交加的夜晚，因此她的父母以Vesper（拉丁語中夜禱之意）幫她命名。此外，在原作小說中，龐德為她為命名的雞尾酒Vesper martini在小說推出後大受歡迎，也連帶創造了龐德系列電影的名言“搖動，不要攪拌”（shaken, not stirred）。而該飲料正式的調配方法則在2006年的同名翻拍電影中正式出現。